# Acatitla (métro de Mexico)
Acatitla est une station de la ligne A du métro de Mexico. Elle est située dans la délégation Iztapalapa, à Mexico au Mexique.
Elle est mise en service en 1991.

## Situation sur le réseau
Établie en surface, la station Acatitla de la ligne A du métro de Mexico, est située entre la station Peñón Viejo, en direction du terminus nord-ouest Pantitlán, et la station Santa Marta, en direction du terminus sud-est La Paz.

## Histoire
La station Acatitla est mise en service le 12 août 1991, lors de l'ouverture à l'exploitation de la ligne A, longue de 17 km, entre Pantitlán et La Paz. Elle doit son nom à la Colonia Santa Martha Acatitla qui était jadis l'emplacement d'une communauté ennemie des Aztèques, appelée Acatitla, qui fut rebaptisée ainsi après la conquête espagnole. Acatitla signifie en nahuatl, parmi les roseaux. Son symbole est le pictogramme du jour du Roseau dans le calendrier aztèque.

### Desserte

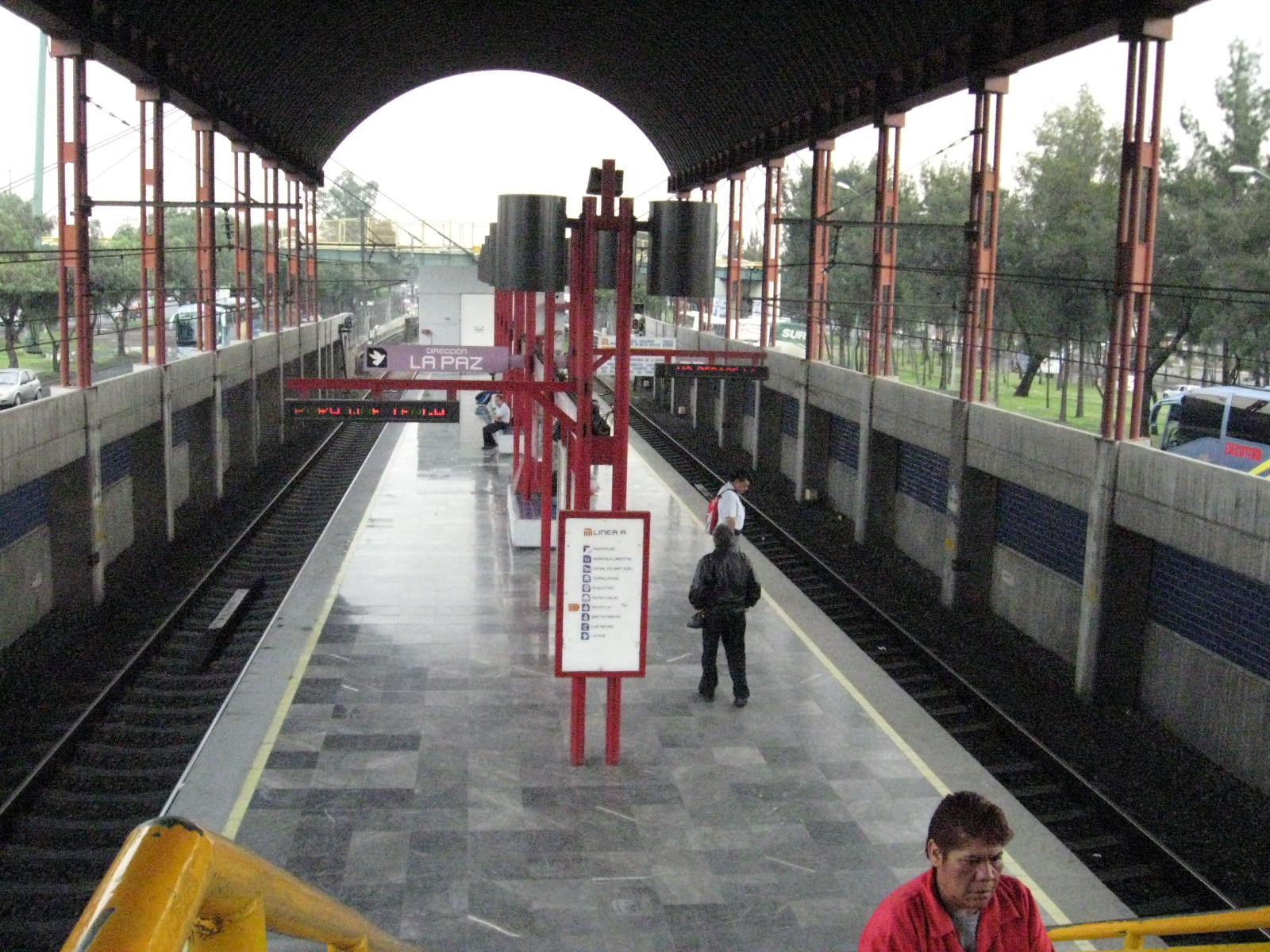
Voies et quai de la station.